# Elio Germano

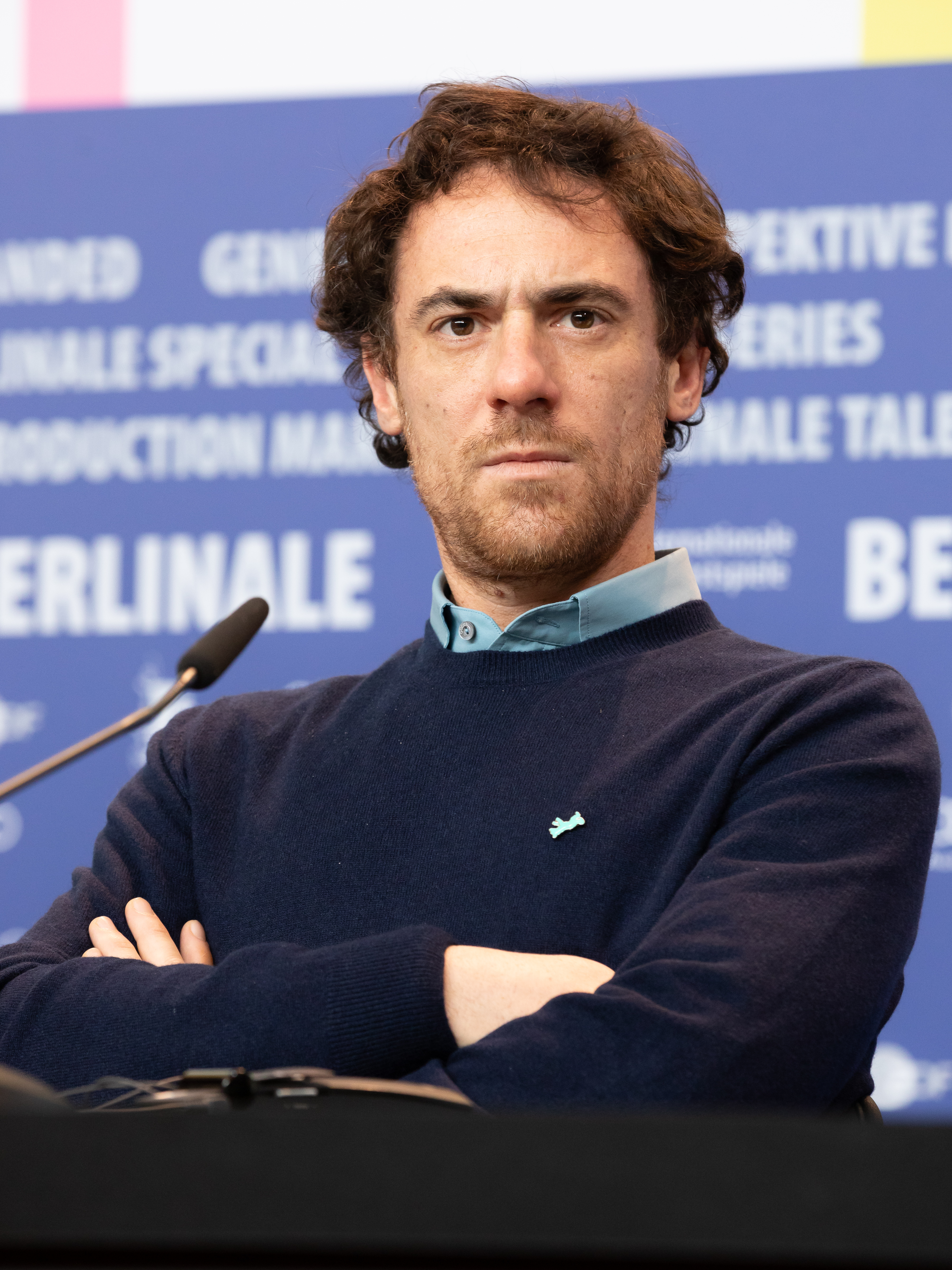
Elio Germano (2020)

Elio Germano (* 25. September 1980 in Rom) ist ein italienischer Schauspieler.

## Leben
Im Alter von zwölf Jahren spielte er eine Rolle in dem Film Ci hai rotto papà. Außerdem hatte er als Kind einige Auftritte in Werbespots.
Elio Germano Durante besuchte das Liceo Scientifico (G.B. Morgagni di Roma). Für ein Jahr belegte er Kurse an der Scuola di recitazione Teatro Azione, Leitung Isabella Del Bianco und Cristiano Censi.
Seit 1995 steht er immer wieder auf der Theaterbühne, das letzte Mal 2021 in einer Theaterfassung von Paradiso XXXIII aus der Göttlichen Komödie von Dante Alighieri, die in vier Städten Oberitaliens auf Tournee ging. Die Bearbeitung des Stoffs für die Bühne schufen Elio Germano und Teho Teardo.
Neben Bruno Ganz und Erika Pluhar war er 2010 in der deutschen Produktion Das Ende ist mein Anfang zu sehen.
Germano hat in seiner Karriere  41 italienische und internationale Filmpreise gewonnen und wurde für 36 weitere nominiert (Stand 2022).
Für seine Rolle in Mio fratello è figlio unico (dt. Mein Bruder ist ein Einzelkind) erhielt er einen David di Donatello sowie Nominierungen zum Europäischen Filmpreis und bei den Internationalen Filmfestspielen von Venedig.
In Berlin wurde er als ein Shooting Star 2008 ausgezeichnet.
2010 spielte er die Hauptrolle in dem Film La nostra vita, der im Wettbewerb bei den Filmfestspielen von Cannes lief. Dort gewann er eine Goldene Palme als bester Hauptdarsteller. Zudem erhielt er für diese Rolle einen Nastro d’Argento sowie erneut einen David di Donatello.
2020 erhielt Germano für seine Darstellung des Künstlers Antonio Ligabue in dem Spielfilm Volevo nascondermi den Darstellerpreis der 70. Berlinale sowie eine Nominierung für den Europäischen Filmpreis.

## Filmografie (Auswahl)
- 1992: Immer Ärger mit den Nachbarn (Ci hai rotto papà)
- 1999: Il cielo in una stanza
- 2000: Padre Pio
- 2001: Concorrenza sleale
- 2002: Ultimo stadio
- 2002: Lampedusa (Respiro)
- 2003: Ora o mai più
- 2003: Liberi
- 2004: Che ne sarà di noi
- 2005: Chiamami Salomè
- 2005: Quo Vadis, Baby?
- 2005: Sangue – La morte non esiste
- 2005: Mary
- 2005: Romanzo criminale
- 2005: Melissa P. – Mit geschlossenen Augen (Melissa P.)
- 2006: Padiglione 22
- 2006: N (Io e Napoleone)
- 2007: Mein Bruder ist ein Einzelkind (Mio fratello è figlio unico)
- 2007: Nessuna qualità agli eroi
- 2008: Il mattino ha l’oro in bocca
- 2008: Das ganze Leben liegt vor Dir (Tutta la vita davanti)
- 2008: Il passato è una terra straniera
- 2008: Come Dio comanda
- 2010: La nostra vita
- 2010: Das Ende ist mein Anfang
- 2015: Diaz – Don’t Clean Up This Blood
- 2015: Suburra – 7 Tage bis zur Apokalypse (Suburra)
- 2016: Franz von Assisi und seine Brüder (L’ami – François d’Assise et ses frères)
- 2019: Der Mann ohne Gravitation (L’uomo senza gravità)
- 2020: Volevo nascondermi (Hidden Away)
- 2020: Bad Tales – Es war einmal ein Traum (Favolacce)
- 2020: Die unglaubliche Geschichte der Roseninsel (L’incredibile storia dell’Isola delle Rose)
- 2021: America Latina
- 2022: Il signore delle formiche
- 2024: Confidenza
- 2024: Iddu
- 2024: Berlinguer La grande ambizione